# Купцов, Сергей Андреевич
Сергей Андреевич Купцов (1922—2007) — капитан Советской Армии, участник Великой Отечественной войны, Герой Советского Союза (1945).

## Биография
Сергей Купцов родился 3 сентября 1922 года в деревне Кикино. С середины 1930-х годов жил в Москве, где окончил десять классов школы и Пролетарский районный аэроклуб. В 1940 году Купцов был призван на службу в Рабоче-крестьянскую Красную Армию. В 1942 году он окончил Новосибирскую военную авиационную школу пилотов. С мая 1943 года — на фронтах Великой Отечественной войны. Принимал участие в боях на Брянском, 1-м Прибалтийском, 3-м и 1-м Белорусских фронтах.
К сентябрю 1944 года гвардии старший лейтенант Сергей Купцов был заместителем командира эскадрильи 154-го гвардейского штурмового авиаполка 307-й штурмовой авиадивизии 3-го штурмового авиакорпуса 6-й воздушной армии 1-го Белорусского фронта. К тому времени он совершил 96 боевых вылетов на штурмовку скоплений боевой техники и живой силы противника, нанеся ему большие потери. 19 февраля 1945 года в районе Бреслау самолёт Купцова был сбит, лётчик с множественными ожогами выпрыгнул с парашютом и попал в немецкий плен.
Указом Президиума Верховного Совета СССР от 23 февраля 1945 года за «образцовое выполнение боевых заданий командования на фронте борьбы с немецкими захватчиками» гвардии старший лейтенант Сергей Купцов был удостоен высокого звания Героя Советского Союза. Орден Ленина и медаль «Золотая Звезда» за номером 8297 были ему вручены в 1947 году.
24 апреля 1945 года Купцов был освобождён американскими войсками. После специальной проверки он был освобождён и в 1946 году в звании капитана уволен в запас. 
Проживал в Москве. В 1952 году Купцов окончил Московский энергетический институт. С 1952 года работал мастером Московского ремонтно-монтажного комбината Министерства торговли СССР. С 1954 года трудился в Московском проектном институте «Гипроторг» от инженера до ведущего специалиста по вопросам хладоснабжения плодоовощных и других баз.
Умер 27 декабря 2007 года, похоронен на Котляковском кладбище Москвы.
Был также награждён тремя орденами Красного Знамени, орденами Отечественной войны 1-й и 2-й степеней, Красной Звезды, рядом медалей.